# 십이율

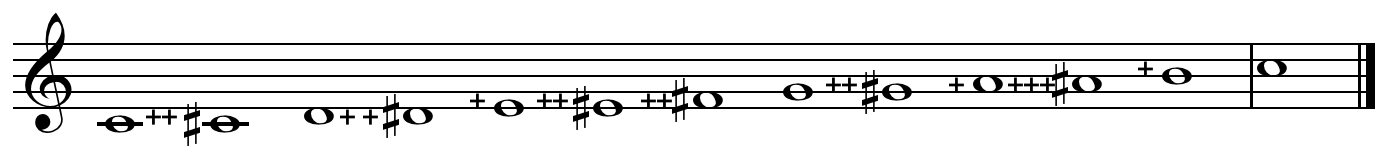

십이율(十二律)은 중국·한국·일본음악에서 쓰인 음계이다.

## 율명
| 율명       | 중국·한국 | 황종 (黃鍾)     | 대려 (大呂) | 태주 (太簇) | 협종 (夾鍾)   | 고선 (姑洗)   | 중려 (仲呂) | 유빈 (蕤賓) | 임종 (林鍾)   | 이칙 (夷則)   | 남려 (南呂)   | 무역 (無射) | 응종 (應鍾)   |
| 율명       | 일본      | 이치코쓰 (壱越) | 단킨 (断金) | 효조 (平調) | 쇼세쓰 (勝絶) | 시모무 (下無) | 소조 (双調) | 후쇼 (鳧鐘) | 오시키 (黄鐘) | 란케이 (鸞鏡) | 반시키 (盤渉) | 신센 (神仙) | 가미무 (上無) |
| 서양 음계¹ | 당악      | C               | C♯          | D           | E♭            | E             | F           | F♯          | G             | G♯            | A             | B♭          | B             |
| 서양 음계¹ | 향악      | E♭              | E           | F           | F♯            | G             | A♭          | A           | B♭            | B             | C             | C♯          | D             |

- 조율법이 서로 다르기 때문에 서양 음악의 음높이과 정확히 대응되지는 않지만 이는 서양 음악 안에서의 조율법의 차이에서 오는 오차 범위 안에서 허용되는 정도의 차이이다. #조율 참조

율명 앞에 ‘청(淸)’ · ‘중청(重淸)’을 붙여 옥타브가 높은 소리를, ‘탁(濯)’ · ‘배탁(倍濯)’을 붙여 옥타브가 낮은 소리를 나타낸다. 정간보에 쓸 때에는 ‘황(黃)’, ‘대(大)’처럼 첫글자만 기록하며, 청성·탁성에는 각각 글자 앞에 청(淸)의 삼수변과 배(倍)의 사람인변을 옥타브 수만큼 붙인다.

## 조율
삼분손익법(三分損益法)은 황종에 해당하는 관의 길이를 정하고 이 길이의 1/3을 잘라낸 것에 해당하는 길이(삼분손일)의 관에서 나는 소리를 임종, 임종에 해당하는 관의 길이에 그 자신의 1/3을 덧붙인 것에 해당하는 길이(삼분익일)의 관에서 나는 소리를 태주, 이렇게 삼분손일과 삼분익일을 반복하여 열두 음을 조율한다. 이는 남려에 해당하는 음을 으뜸음으로 한 피타고라스 음률과 동일하다.

## 청중배성
가운데 음넓이는 '중성(中聲)'이라 하여 12율명의 첫자를 그대로 쓰고, 1옥타브 위는 '청성(淸聲)'이라 하여 율명에 삼수변을 붙이고, 2옥타브 위는 '중청성(重淸聲)'이라 하여 율명에 삼수변 둘을 붙인다. 1옥타브 아래는 '배성(倍聲)'이라 하여 율명에 인변을 붙이고, 2옥타브 아래는 '중배성(中倍聲)'이라 하여 인변을 둘 겹친 것을 붙인다. 12율로 음높이를 나타낸 악보를 율자보(律字譜)라 한다.